# Joshua Buatsi
Joshua Buatsi est un boxeur britannique né le 14 mars 1993 à Accra au Ghana. 

## Carrière
Il remporte une médaille de bronze dans la catégorie des poids mi-lourds aux Jeux olympiques d'été de 2016 à Rio de Janeiro en ne s'inclinant qu'en demi finale contre le boxeur kazakh Adilbek Niyazymbetov.

## Référence
1. ↑  (en) Joshua Buatsi outfoxed but leaves with bronze as Joe Joyce reaches semis (theguardian.com)